# جراند بريكس دو بلومليك-موربيهان 2019
جراند بريكس دو بلومليك-موربيهان 2019 (بالفرنسية: Grand Prix de Plumelec-Morbihan 2019)‏ هو سباق دراجات هوائية، وهو الموسم الثالث والأربعين من جراند بريكس دو موربيهان، وأقيم في 1 يونيو 2019 ضمن سباقات طواف أوروبا للدراجات 2019.
فاز بالمركز الأول بينوا كوسنيفروي، وبالمركز الثاني خيسوس هييرادة، وبالمركز الثالث أودد كريستيان إيكينغ.

## التصنيف العام النهائي
| التصنيف العام         | التصنيف العام        | التصنيف العام                 | التصنيف العام | التصنيف العام |
| العداء                | العداء               | الفريق                        | الوقت         |               |
| --------------------- | -------------------- | ----------------------------- | ------------- | ------------- |
| 1                     | بينوا كوسنيفروي      | أيه إل أم                     | 4 س 35 د 27 ث |               |
| 2                     | خيسوس هييرادة        | كوفيديس                       | + 0 ث         |               |
| 3                     | أودد كريستيان إيكينغ | انترمارشي وانتي جوبيرت ماتيرو | + 0 ث         |               |
| 4                     | Kévin Le Cunff ‏      | Saint Michel-Auber 93         | + 3 ث         |               |
| 5                     | بريان كوكار          | Vital Concept-B&B Hotels      | + 3 ث         |               |
| 6                     | ويليام مارتن         | انترمارشي وانتي جوبيرت ماتيرو | + 3 ث         |               |
| 7                     | أندريا باسكولون      | انترمارشي وانتي جوبيرت ماتيرو | + 5 ث         |               |
| 8                     | جوليان الفارس        | Delko Marseille Provence      | + 5 ث         |               |
| 9                     | ماركو تيزا           | Amore & Vita-Prodir           | + 5 ث         |               |
| 10                    | Kevin Geniets ‏       | إف دي جي                      | + 8 ث         |               |
|                       |                      |                               |               |               |
| مصدر: ProCyclingStats |                      |                               |               |               |

## وصلات خارجية
- الموقع الرسمي
- لمحة عن سباق جراند بريكس دو بلومليك-موربيهان 2019 على موقع  ProCyclingStats   (برو  سايكلنج  ستاتس) - إحصاءات  محترفي  الدراجات.
- جراند بريكس دو بلومليك-موربيهان 2019 على موقع إحصائيات الدراجات الإحترافية (الإنجليزية)